# 仁万郵便局
仁万郵便局（にまゆうびんきょく）は、島根県大田市にある郵便局。民営化前の分類では集配特定郵便局であった。

## 概要
住所：〒699-2399 島根県大田市仁摩町仁万850-11

## 沿革
- 1919年（大正8年）3月26日 - 開局。
- 1956年（昭和31年）3月20日 - 宅野郵便局、大国郵便局、馬路郵便局[1]から電話交換事務の取扱を移管[2]。
- 1967年（昭和42年）9月24日 - 宅野郵便局、馬路郵便局[1]から和文電報配達事務を移管。
- 1969年（昭和44年）7月20日 - 大国郵便局から和文電報配達事務を移管。
- 1971年（昭和46年）5月21日 - 電話の加入および料金に関する簡易な事務を除く電話交換業務を石見大田電報電話局に移管。
- 1981年（昭和56年）10月5日 - 宅野郵便局から集配業務の一部[3]を移管。
- 2007年（平成19年）3月5日 - ゆうゆう窓口を廃止。
- 2007年（平成19年）10月1日 - 民営化に伴い、併設された郵便事業石見大田支店仁万集配センターに一部業務を移管。
- 2012年（平成24年）10月1日 - 日本郵便株式会社発足に伴い、郵便事業石見大田支店仁万集配センターを仁万郵便局に統合。

## 取扱内容
- 郵便、印紙、ゆうパック、内容証明
- 貯金、為替、振替、振込、国際送金、国債
- 生命保険、バイク自賠責保険
- ゆうちょ銀行ATM
- 大田市内の一部地域（旧邇摩郡仁摩町域：〒699-23xx区域）の集配業務

## 周辺
- 島根県立邇摩高等学校
- 大田市立大田西中学校
- 大田市立仁摩小学校
- 国道9号
- 潮川

## アクセス
- JR山陰本線 仁万駅から北西へ約300m（徒歩約6分）
- 石見交通バス 仁万駅前停留所下車
- 駐車場あり：3台